# Балансовая стоимость компании
Балансовая стоимость компании или нетто-стоимость компании (Book value или Carrying value (англ.)) — это суммарные активы компании за вычетом нематериальных активов и обязательств, как они показаны на балансе компании, т.е. по исторической стоимости.
Балансовая стоимость компании обычно отличается от её рыночной стоимости.